# Qatar ExxonMobil Open 2016
Il Qatar ExxonMobil Open 2016 è un torneo di tennis giocato sul cemento. È la 24ª edizione del Qatar ExxonMobil Open, facente parte dell'ATP World Tour 250 series nell'ambito dell'ATP World Tour 2016. Si gioca nell'impianto Khalifa International Tennis Complex a Doha, Qatar, dal 4 al 9 gennaio 2016.

## Partecipanti

### Teste di serie
| Nazionalità | Giocatore       | Ranking | Testa di serie* |
| ----------- | --------------- | ------- | --------------- |
| Serbia      | Novak Đoković   | 1       | 1               |
| Spagna      | Rafael Nadal    | 5       | 2               |
| Rep. Ceca   | Tomáš Berdych   | 6       | 3               |
| Spagna      | David Ferrer    | 7       | 4               |
| Spagna      | Feliciano López | 17      | 5               |
| Italia      | Andreas Seppi   | 29      | 6               |
| Francia     | Jérémy Chardy   | 31      | 7               |
| Argentina   | Leonardo Mayer  | 35      | 8               |

* Le teste di serie sono basate sul ranking al 28 dicembre 2015.

### Altri partecipanti
I seguenti giocatori hanno ricevuto una wildcard per il tabellone principale:
- Marsel İlhan
- Malek Jaziri
- Mubarak Shannan Zayid

I seguenti giocatori sono passati dalle qualificazioni:

- Benjamin Becker
- Dustin Brown
- Kyle Edmund
- Aslan Karacev

## Punti e montepremi
| Torneo    | Torneo              | V       | F       | SF     | QF     | 2T     | 1T     | Q  | Q3    | Q2  | Q1 |
| Singolare | Punti               | 250     | 150     | 90     | 45     | 20     | 0      | 12 | 6     | 0   | 0  |
| Singolare | Premi in denaro ($) | 195,000 | 102,675 | 55,615 | 31,690 | 18,670 | 11,060 | –  | 1,880 | 900 | 0  |
| Doppio    | Punti               | 250     | 150     | 90     | 45     | 0      | –      | –  | –     | –   | –  |
| Doppio    | Premi in denaro ($) | 62,430  | 32,820  | 17,790 | 10,180 | 5,960  | –      | –  | –     | –   | –  |

## Campioni

### Singolare
Novak Đoković ha sconfitto in finale  Rafael Nadal per 6–1, 6–2.
- È il sessantesimo titolo in carriera per Djokovic, primo della stagione.

### Doppio
Feliciano López /  Marc López hanno sconfitto in finale  Philipp Petzschner /  Alexander Peya per 6–4, 6–3.